# Trimeresurus borneensis
Trimeresurus borneensis là một loài rắn trong họ Rắn lục. Loài này được Peters mô tả khoa học đầu tiên năm 1872.